# 1998 en chimie
Cet article présente les faits marquants de l'année 1998 en chimie.

## Évènements
- Découverte du couplage de Fukuyama par Tohru Fukuyama et al.[1].
- 30e Olympiades Internationales de Chimie, organisées à Melbourne en Australie du 5 juillet au 14 juillet[2].

## Publications
- Union internationale de chimie pure et appliquée (IUPAC) : Compendium of Analytical Nomenclature, 2e[3]

## Prix
- Prix Nobel de chimie :
  - Walter Kohn pour ses développements de la théorie de la fonctionnelle de la densité[4].
  - John A. Pople pour avoir développé des méthodes de calculs informatiques en chimie quantique[4].
- Prix Wolf de chimie : Gerhard Ertl et Gábor A. Somorjai « pour leurs contributions révolutionnaires dans le domaine de la science des surfaces en général et pour leur élucidation du mécanisme fondamental des réactions en catalyse hétérogène sur des surfaces monocristallines en particulier »[5].
- Prix Procter & Gamble : Eric W. Kaler[6]
- Prix Anselme-Payen : Rajai Atalla[7]
- Médaille Garvan-Olin : Joanna Fowler[8]
- Prix Ernest-Guenther : George Robert Pettit[9]
- ACS Award in Pure Chemistry : Christopher C. Cummins[10]
- Arthur C. Cope Award : Samuel Danishefsky[11]
- Prix Irving-Langmuir : Alexander Pines[12]
- Médaille Priestley : F. Albert Cotton[13],[14],[15]
- Médaille Davy : Alan Fersht en reconnaissance de son travail pionnier sur l'analyse des protéines en combinant les méthodes et les idées de la chimie physico-organique avec celles de l'ingénierie des protéines, éclairant ainsi des processus tels que la catalyse enzymatique, le repliement des protéines, les interactions protéine-protéine et les interactions macromoléculaires en général qui sont dominées par la chimie de la liaison non-covalente[16],[17].
- Prix Alfred-Bader : Alex G. Fallis[18]
- Médaille Kołos : Roald Hoffmann[19]
- Grand prix Pierre-Süe : Michel Fontanille[20],[21]
- Grand prix Achille-Le-Bel : John Osborn[22]
- Faraday Lectureship : Amyand Buckingham[23]
- Médaille Lavoisier de la Société chimique de France : Jean-Baptiste Donnet[24],[25]
- Médaille William-H.-Nichols : Ahmed H. Zewail[26]

## Décès
- 7 janvier : Vladimir Prelog (né en 1906), chimiste suisse-croate, prix Nobel de chimie en 1975.
- 9 janvier : Ken'ichi Fukui (né en 1918), chimiste japonais.
- 27 février : George Hitchings (né en 1905), chimiste et biochimiste américain, prix Nobel de physiologie ou médecine en 1988.
- 16 mars : Derek Harold Richard Barton (né en 1918), chimiste britannique, prix Nobel de chimie en 1969.
- 19 mars : Jean Rouxel (né en 1935), chimiste français.
- 8 août : Anna J. Harrison (née en 1912), chimiste organique américaine.
- 18 août : Otto Wichterle (né en 1913), chimiste et inventeur tchèque.
- 28 septembre : Marcel Pourbaix (né en 1904), électrochimiste belge
- 7 décembre : Martin Rodbell (né en 1925), biochimiste américain, prix Nobel de physiologie ou médecine en 1994.